# (33610) Payra
1999 JF60 (asteroide 33610) é um asteroide da cintura principal. Possui uma excentricidade de 0.18277980 e uma inclinação de 8.08276º.
Este asteroide foi descoberto no dia 10 de maio de 1999 por LINEAR em Socorro.